# Dolmen von Rugles

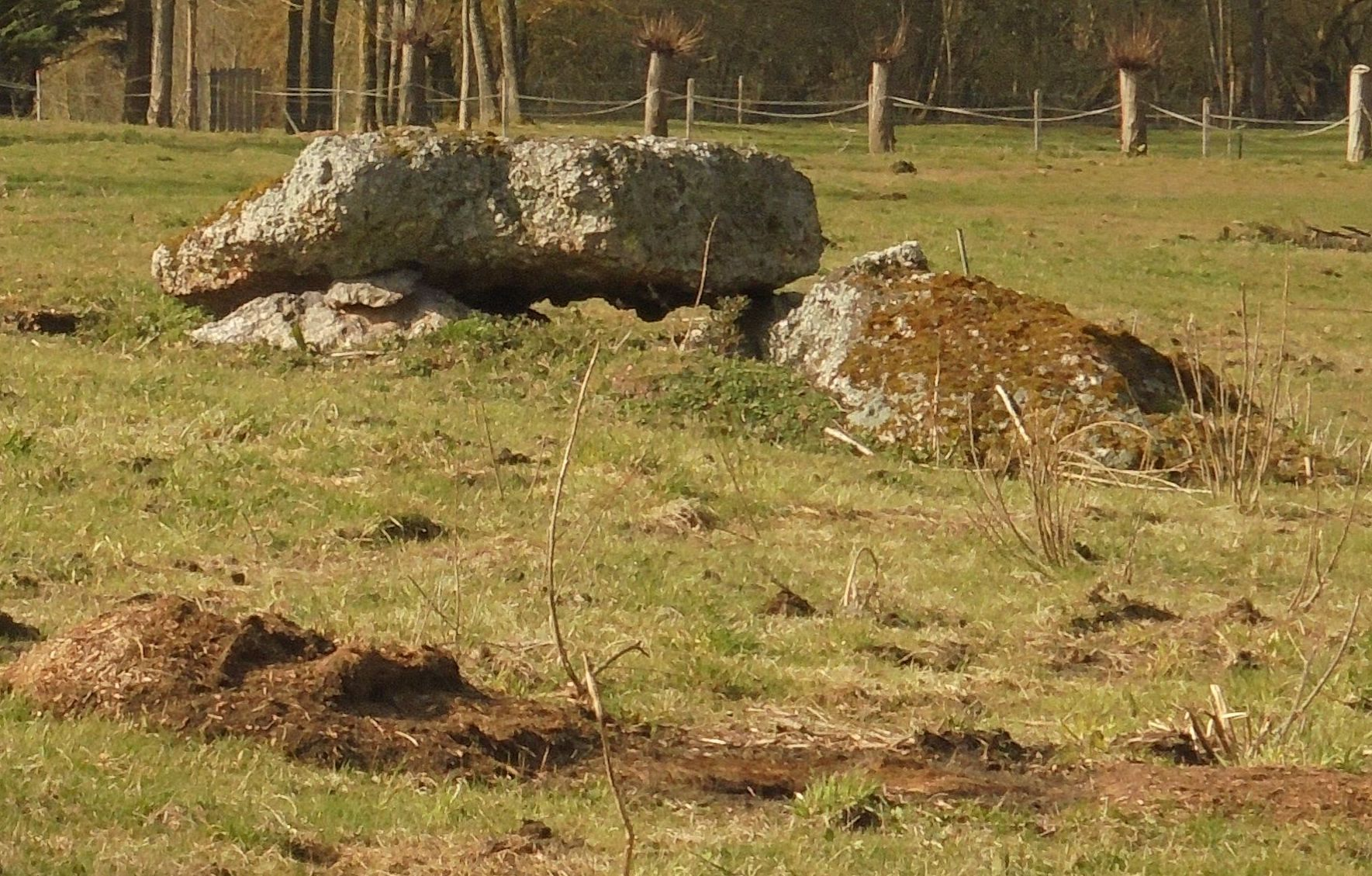
Dolmen von Rugles

Der Dolmen von Rugles (auch Dolmen de la Forge oder La Noë Dolmen genannt) ist ein Dolmen, der etwa 70 m von einer kleinen Straße auf der Westseite des Grenzflusses Risle zwischen den Gemeinden Rugles und Ambenay im Département Eure, bei L’Aigle im benachbarten Département Orne in der Normandie in Frankreich liegt. Dolmen ist in Frankreich der Oberbegriff für Megalithanlagen aller Art (siehe: Französische Nomenklatur).
Der Dolmen von Rugles besteht aus einer Kammer und einem Gangrest. Die etwa 2,8 m lange und 2,5 m breite Kammer besteht aus drei etwa 1,0 m hohen Tragsteinen, auf denen ein etwa quadratischer Deckstein von etwa 3,9 m Seitenlänge liegt. Der Kammerboden ist mit großen Steinen gepflastert. Es gab einen vierten Tragstein auf der Seite des Flusses, der aber verschwunden ist. Die sichtbare Höhe der im Erdreich liegenden Struktur beträgt nur 0,5 m.

Dolmen von Rugles
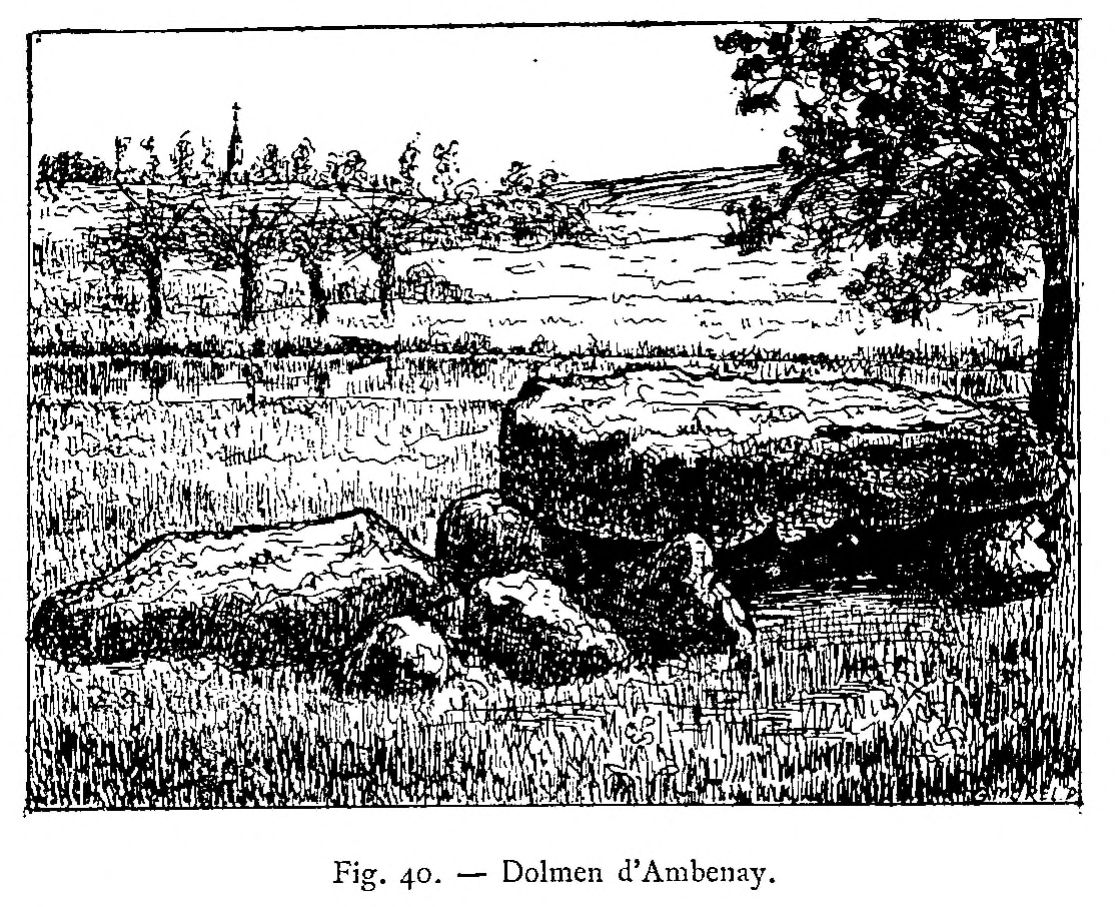
Zeichnung von 1902
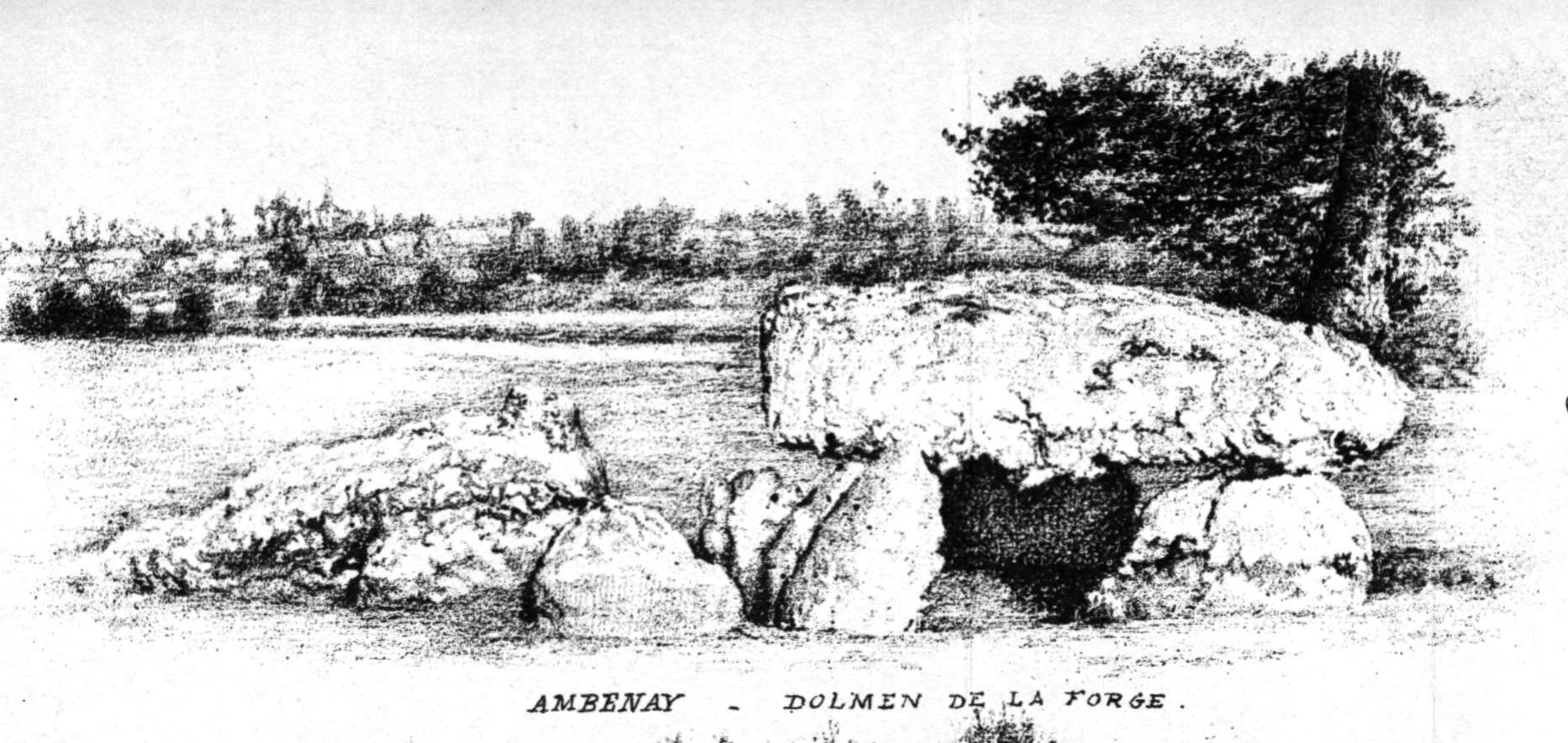
Zeichnung von Léon Coutil 1896
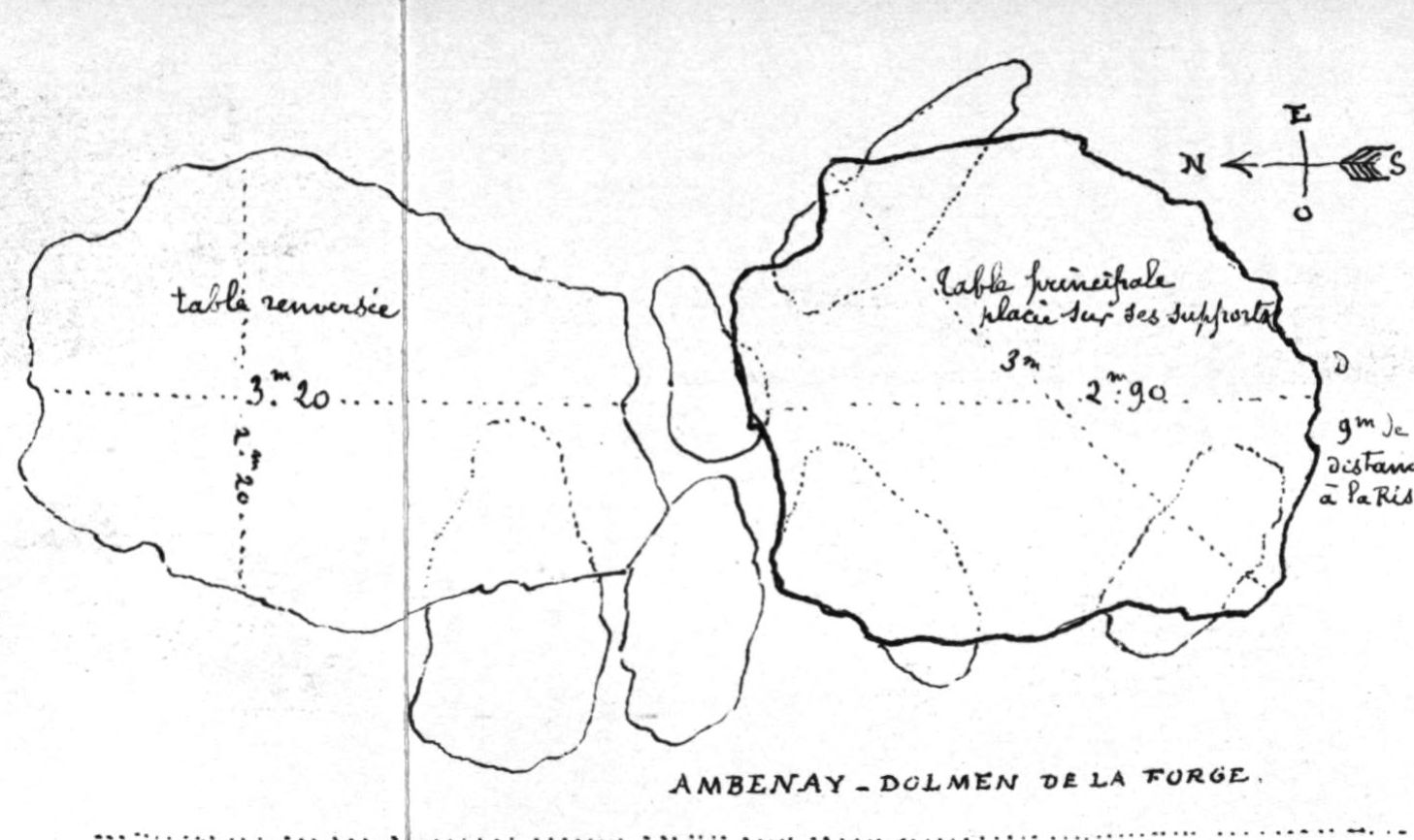
Zeichnung von Léon Coutil 1896
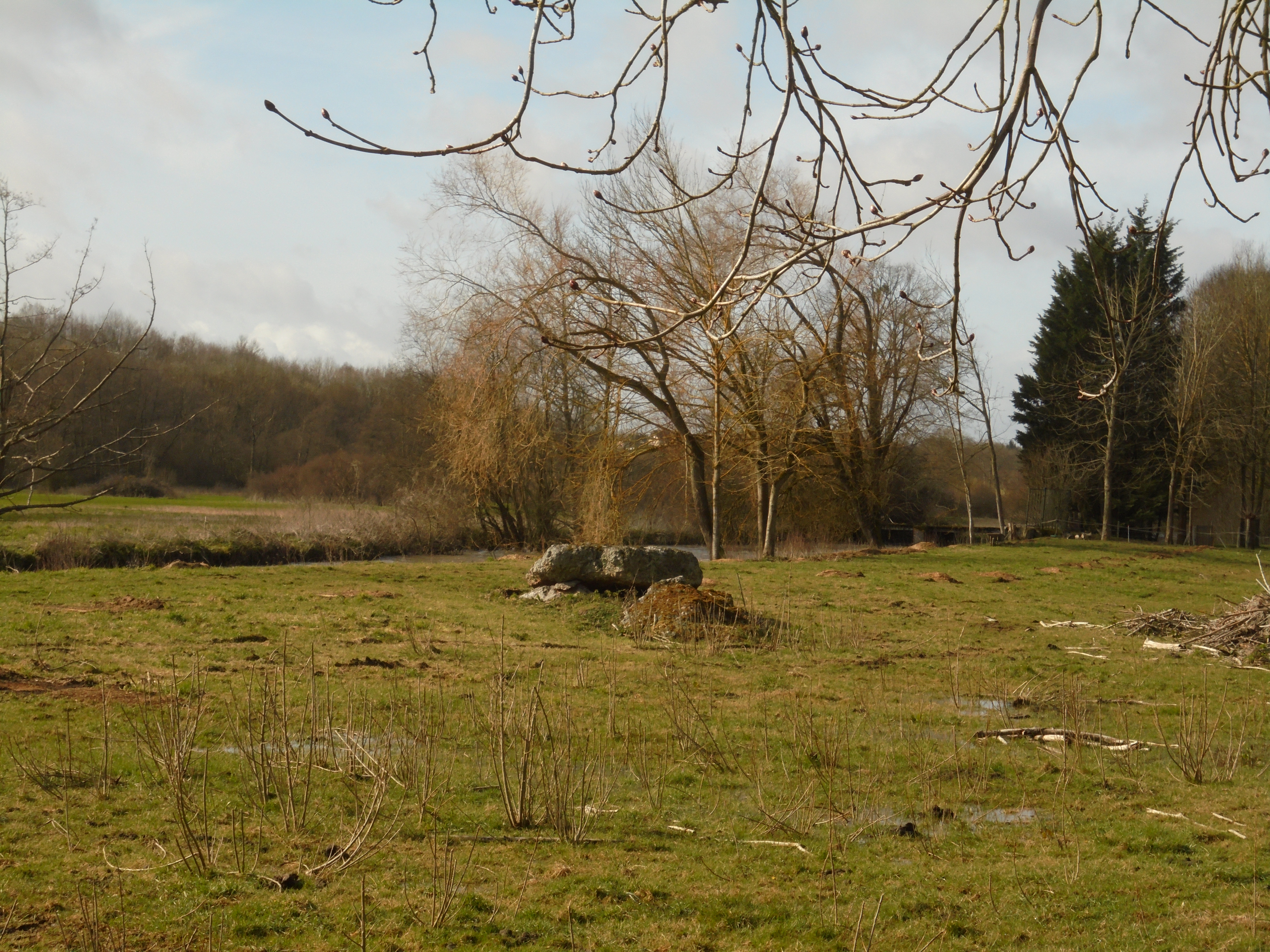
Ansicht